# Departamentul Mouloundou
Departamentul Mouloundou este un departament din provincia Ogooué-Lolo  din Gabon. Reședința sa este orașul Lastoursville.